# Вторжение на Саламауа — Лаэ
Вторжение на Саламауа — Лаэ (в японской историографии «Операция SR») — операция японских войск по занятию окрестностей городов Саламауа и Лаэ в Новой Гвинее, проводившаяся 8 — 13 марта 1942 года во время Тихоокеанской кампании Второй мировой войны. 
Японцы заняли местность, чтобы построить аэродром и создать базу для прикрытия и поддержки продвижения японских войск на востоке Новой Гвинеи и в Коралловом море. Небольшой австралийский гарнизон покинул регион, как только японцы начали вторжение.
В ответ на японский десант авианосная группа ВМС США, в том числе авианосцы Йорктаун и Лексингтон, 10 марта атаковала японский флот. В результате три транспортных корабля японцев были потоплены, ещё несколько кораблей были повреждены.
Несмотря на ущерб, понесенный во время воздушного налёта, японские войска успешно заняли Лаэ и Саламауа и начали строительство базы и аэродрома. Воздушные подразделения, базировавшиеся на аэродроме позже, поддержали японскую атаку против союзных войск в Порт-Морсби. В июле 1942 года, после того как японцы отказались от планов атаки Порт-Морсби с моря, база в Лаэ-Саламауа была перепрофилирована для поддержки неудачного сухопутного наступления японцев вдоль Кокодского тракта.

## Вторжение
Для поддержки операции Императорский флот Японии выделил тяжёлые крейсеры Aoba, Kinugasa, Furutaka и Kako под общим командованием контр-адмирала Гото, лёгкие крейсеры Tenryu и Tatsuta контр-адмирала Марумо Кунинори, эсминцы Mutsuki, Mochizuki, Yoyoi, Asanagi, Oite, Yūnagi и лёгкий крейсер Yūbari контр-адмирала Кайиока Садамити.
Флот вторжения покинул Рабаул 5 марта 1942 года в сопровождении четырёх тяжелых крейсеров, двух лёгких крейсеров, восьми эсминцев и нескольких вспомогательных судов. Транспортники Yokohama Maru и China Maru отплыли к Саламауа, в то время как транспортники Kongō Maru и Kokai Maru вместе со вспомогательным минным заградителем Tenyo Maru направились к Лаэ. Высадка началась 8 марта 1942 года. В Лаэ японцы высадились без сопротивления. Небольшой отряд австралийских добровольцев, узнав о высадке японского десанта, приступил к сносу ключевых элементов инфраструктуры в Саламауа, а затем удалился в горы в сторону Мубо.

## Налёт на Саламауа и Лаэ
Ранним утром 10 марта 1942 года американские самолёты с бортов авианосцев Лексингтон и Йорктаун 17-й Целевой группы ВМС США поднялись в воздух у южного берега Новой Гвинеи. Целевая группа избежала обнаружения японцами, и подход американских самолётов застал японцев врасплох.
Подойдя с севера к району японского десанта, пикирующие бомбардировщики Douglas SBD Dauntless атаковали японские части в районе Лаэ. Вскоре к ним присоединились бомбардировщики Douglas TBD Devastator, напавшие на японские обозы у Саламауа в 9:38. Саламауа был подвергнут 30-минутной бомбардировке, пока американские пикирующие бомбардировщики обстреливали японские вспомогательные суда вдоль побережья Лаэ.
В результате налёта три японских транспортника (Kongo Maru, Tenyo Maru и Yokohama Maru) были потоплены. Кроме того, лёгкий крейсер Yubari, два эсминца (Asanagi и Yūnagi), транспортник Kokai Maru, минный заградитель Tsugaru, гидроавианосец Kiyokawa Maru и тральщик Tama Maru-2 были повреждены. Tama Maru-2 в конечном итоге затонул через три дня после налёта.
Атакующие потеряли один бомбардировщик SB3-2 Dauntless, сбитый из японского зенитного орудия. Ещё два бомбардировщика были повреждены и приземлились в Порт-Морсби. Остальные 101 из 104 самолётов благополучно вернулись на авианосцы.
Налёт американцев потопил или повредил две трети транспортников японского флота вторжения. Больших потерь среди японцев удалось избежать лишь благодаря тому, что большинство транспортников были близко к берегу, и часть солдат смогла достигнуть берега вплавь.